# Leval (Territoire de Belfort)
Leval – miejscowość i gmina we Francji, w regionie Burgundia-Franche-Comté, w departamencie Territoire de Belfort.
Według danych na rok 1990 gminę zamieszkiwało 206 osób, a gęstość zaludnienia wynosiła 34 osoby/km² (wśród 1786 gmin Franche-Comté Leval plasuje się na 540. miejscu pod względem liczby ludności, natomiast pod względem powierzchni na miejscu 721.).